# Ratpenat de Ridley
El ratpenat de Ridley (Myotis ridleyi) és una espècie de ratpenat de la família dels vespertiliònids. Viu a Indonèsia, Malàisia i Tailàndia. El seu hàbitat natural són els boscos, on se'l troba al sotabosc. Està amenaçat per la tala d'arbres, l'agricultura i els incendis forestals. Fou anomenat en honor del botànic i col·leccionista britànic Henry Nicholas Ridley.